# Mecenas sztuki
Mecenas sztuki – osoba lub instytucja, popierająca rozwój literatury i sztuki, która udziela wsparcia finansowego artystom, instytucjom kulturalnym lub naukowym. Obdarowywani w zamian sławią swych dobroczyńców w własnych dziełach lub poprzez nie.
Wyrażenie umowne łączone z imieniem Gajusza Cilniusza Mecenasa, rzymskiego polityka, doradcy i przyjaciela Oktawiana Augusta, poety i patrona poetów, między innymi Wergiliusza, Horacego i Propercjusza. 